# Melaleuca groveana
Melaleuca groveana là một loài thực vật có hoa trong Họ Đào kim nương. Loài này được Cheel & C.T.White mô tả khoa học đầu tiên năm 1924.